# Открытый турнир Рио-де-Жанейро по футболу
Открытый турнир Рио-де-Жанейро по футболу (порт.-браз. Torneio Aberto de Futebol do Rio de Janeiro) или Открытый турнир Кариока (порт.-браз. Torneio Aberto Carioca) — футбольный турнир, проводившийся с 1935 по 1937 год в штате Рио-де-Жанейро.

## История
Турнир был создан в период создания профессионального футбола в Бразилии. В тот момент у клубов произошёл раскол, приведший к двум одновременно функционирующим лигам в штате. Одна из двух групп создала Футбольную Лигу Кариока (порт.-браз. Liga Carioca de Football), куда вошли несколько ведущих клубов Бразилии, включая «Фламенго», «Флуминенсе», «Америку» и «Васко да Гаму». Эти команды организовали ещё один специальный турнир, при этом участвовать в турнире могли любые профессиональные команды штата, даже не входящие в лигу.
В 1935 году был проведен первый розыгрыш. В нём участвовало 23 команды. Турнир проходил по кубковой системе из двух матчей, победители выходили в следующий этап, а проигравшие не выбывали, а участвовали в другой группе сетки. В результате чего по две команды, из сеток побеждавших и проигравших, участвовали в чемпионате из четырёх команд, победителем которой стал «Флуминенсе». Годом позже был проведён второй турнир, уже из 47 команд, единственным отличием которой был финальный матч, так как две команды — «Фламенго» и «Флуминенсе» набрали равное количество очков. В первой из двух игр была зафиксирована ничья 1:1, а во второй победил «Фламенго» со счётом 1:0. В третьем турнире из 38 команд также дополнительно участвовали клубы из штата Минас-Жерайс, однако он не был завершён из-за слияния двух профессиональных футбольных лиг штата Рио-де-Жанейро.

## Турниры
| Год  | Чемпион         | Второе место             | Третье место             |
| ---- | --------------- | ------------------------ | ------------------------ |
| 1935 | Флуминенсе      | Америка (Рио-де-Жанейро) | Фламенго                 |
| 1936 | Фламенго        | Флуминенсе               | Америка (Рио-де-Жанейро) |
| 1937 | не был закончен |                          |                          |

## Лучшие бомбардиры
| Год  | Игрок    | Клуб             | Голы |
| ---- | -------- | ---------------- | ---- |
| 1935 | Сандовал | Бонсусессо       | 6    |
| 1936 |          |                  |      |
| 1937 | Гуара    | Атлетико Минейро | 8    |